# 吳煒倫
吳煒倫（英語：Jack Ng Wai-lun），香港電影導演、編劇。

## 概要
吳煒倫於2000年畢業於香港演藝學院電影電視學院學士學位課程，主修導演，同期為電影編劇陳詠燊。吳氏隨即加入香港電影圈，於林超賢導演作品《江湖告急》擔任場記，於《走投有路》起擔任編劇及副導演一職，自此林、吳兩人合作無間。另亦曾於2002年拍攝香港電台外判單元劇《玻璃貓》擔任導演（陳詠燊編劇）。
吳氏初期主要編寫動作電影，其編寫的《綫人》為他帶來首個香港電影金像獎最佳編劇提名。2016年的《寒戰2》開始與梁樂民、陸劍青合作；2018年的《捉妖記2》再度與陳詠燊合作編劇。2021年與梁樂民合編的《梅艷芳》，首度挑戰傳記題材，並成功打入香港最高電影票房收入華語電影排行第二位。
2022年吳氏宣佈開拍《毒舌大狀》並首次執導，於2023年農曆新年上映，成為香港電影史上首部破億票房的香港電影兼香港最高電影票房第八位。

## 作品

### 電影
| 年份 | 名稱     | 職務 | 職務 | 職務 | 備註           |
| 年份 | 名稱     | 導演 | 編劇 | 監製 | 備註           |
| ---- | -------- | ---- | ---- | ---- | -------------- |
| 2023 | 毒舌大狀 | 是   | 是   | 否   | 處女作         |
| 待定 | 待定     | 是   | 否   | 否   | 黃子華、鄭秀文 |

編劇
- 《重裝警察》（2001）
- 《走投有路》（2001）
- 《千機變》（2003）
- 《愛·作戰》（2004）
- 《殺破狼》（2005）
- 《証人》（2008）
- 《神鎗手》（2009）
- 《綫人》（2010）
- 《火龍》（2010）
- 《逆戰》（2012）
- 《激戰》（2013）
- 《魔警》（2014）
- 《寒戰II》（2016）
- 《捉妖記2》（2018）
- 《梅艷芳》（2021）

### 電視劇
- 《玻璃貓》(2002年，香港電台）
- 《獅子山下2024:營業中》(2024年，香港電台）

## 獎項與提名
| 年份 | 頒獎典禮                   | 獎項           | 作品     | 結果 |
| ---- | -------------------------- | -------------- | -------- | ---- |
| 2004 | 第11屆香港電影評論學會大獎 | 最佳編劇       | 愛·作戰  | 提名 |
| 2009 | 第28屆香港電影金像獎       | 最佳編劇       | 証人     | 提名 |
| 2011 | 第30屆香港電影金像獎       | 最佳編劇       | 綫人     | 提名 |
| 2013 | 第19屆香港電影評論學會大獎 | 最佳編劇       | 逆戰     | 提名 |
| 2014 | 第20屆香港電影評論學會大獎 | 最佳編劇       | 激戰     | 提名 |
| 2014 | 第33屆香港電影金像獎       | 最佳編劇       | 激戰     | 提名 |
| 2015 | 第21屆香港電影評論學會大獎 | 最佳編劇       | 魔警     | 提名 |
| 2017 | 第36屆香港電影金像獎       | 最佳編劇       | 寒戰II   | 提名 |
| 2023 | 第36屆中國電影金雞獎       | 最佳導演處女作 | 毒舌大狀 | 提名 |
| 2023 | 第36屆中國電影金雞獎       | 最佳編劇       | 毒舌大狀 | 提名 |
| 2024 | 第42屆香港電影金像獎       | 最佳導演       | 毒舌大狀 | 提名 |
| 2024 | 第42屆香港電影金像獎       | 最佳編劇       | 毒舌大狀 | 提名 |
| 2024 | 第42屆香港電影金像獎       | 新晉導演       | 毒舌大狀 | 提名 |

## 外部連結
- 吳煒倫在香港影庫上的簡介
- 吳煒倫在豆瓣上的资料（简体中文）
- 吳煒倫在互联网电影资料库（IMDb）上的資料（英文）